# Comte Russell
Pour les articles homonymes, voir Russell.
Le titre de comte Russell, de Kingston Russell dans le Dorset, est créé le 30 juillet 1861 dans la pairie du Royaume-Uni par la reine Victoria en faveur de John Russell, homme politique whig, plusieurs fois Premier ministre.
Le titre subsidiaire de vicomte d'Amberley est attaché à l'héritier du titre de comte Russell. Il s'agit d'un village du Gloucestershire.

## Liste des comtes Russell
1. John Russell (1792-1878), homme politique ;
2. Francis Russell (1865-1931), petit-fils du précédent, homme politique ;
3. Bertrand Russell (1872-1970), frère du précédent, mathématicien et philosophe ;
4. John Russell (1921-1987), fils du précédent ;
5. Conrad Russell (1937-2004), demi-frère du précédent, historien et homme politique ;
6. Nicholas Russell (en) (1968-2014), fils du précédent ;
7. John Russell (1971), frère du précédent.